# هوش ماهی

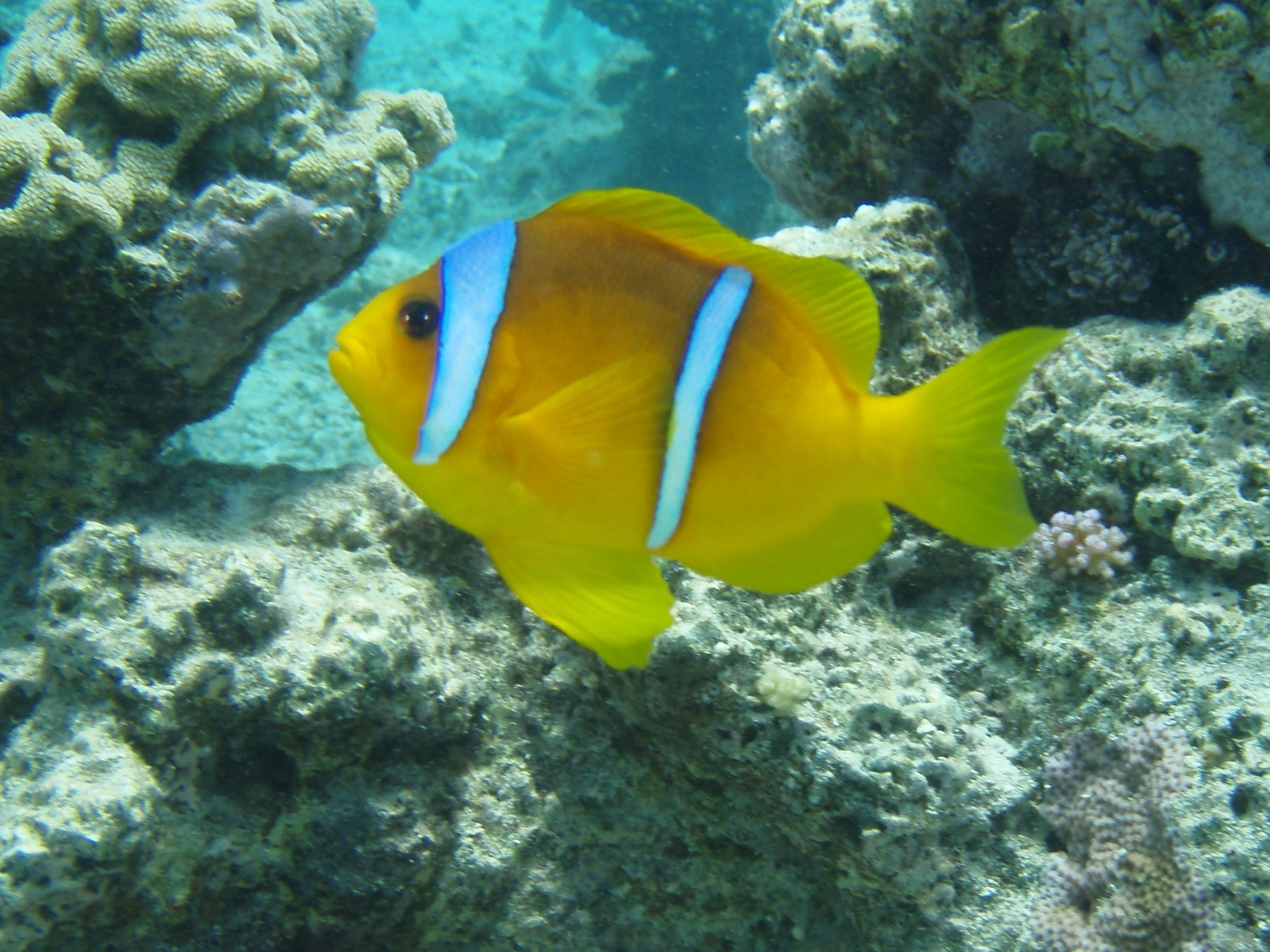
دلقک‌ماهی دریای سرخ می‌تواند جفت خود را ۳۰ روز پس از جدایی بشناسد.

هوش ماهی (به انگلیسی: Fish intelligence) «...نتیجه فرایند کسب، ذخیره در حافظه، بازیابی، ترکیب، مقایسه و کاربرد در زمینه‌های جدید اطلاعات و مهارت‌های مفهومی» است که دربارهٔ ماهی اعمال می‌شود.
به گفته کولوم براون از دانشگاه مک کواری، «ماهی‌ها از آنچه به نظر می‌رسند باهوش‌تر هستند. در بسیاری از زمینه‌ها، مانند حافظه، قدرت شناختی آن‌ها با مهره‌داران «بالاتر» از جمله نخستی‌های غیرانسانی مطابقت دارد یا از آن فراتر می‌رود.»

## حافظه
نشان داده شده‌است که ماهی کپور صیدشده توسط ماهیگیران پس از آن کمتر قابل صید شدن است. این نشان می‌دهد که ماهی‌ها از حافظه تجربه منفی خود برای ارتباط گرفتن با استرس استفاده می‌کنند و بنابراین صید آن‌ها کمتر می‌شود. این نوع یادگیری تداعی در ماهی‌های بهشتی (Macropodus opercularis) نیز نشان داده شده‌است که از مکان‌هایی که یک بار حمله توسط یک شکارچی را تجربه کرده‌اند، دوری می‌کنند و برای ماه‌ها از آن پرهیز می‌کنند.